# Nashville Predators
O Nashville Predators é um time de hóquei no gelo da NHL sediado na cidade de Nashville, Tennessee. Também conhecido por seus fãs como "Preds", entrou na liga em 1998.
Na temporada de 2016/2017 a equipe de Nashville conquistou o seu primeiro título de conferência ao derrotar Anaheim Ducks por 4x2 na final da Conferência Oeste. A decisão da Stanley Cup foi contra o Pittsburgh Penguins, em que o Preds foram derrotados por 4x2.
Os Predators mantiveram a boa fase em 2017/2018 e foram a melhor equipe da temporada regular da NHL, conquistando pela primeira vez o Troféu dos Presidentes e, consequentemente, o título da Divisão Central, também inédito para a franquia do Tennessee. Abriram os playoffs eliminando o Colorado Avalanche por 4x2, porém foram eliminados em sete jogos na semifinal da Conferência pelo Winnipeg Jets.

## Fatos
Campeonatos: -
Fundação: 1998
Arena: Bridgestone Arena (capacidade 17,113)
Mascote: Gnash: um tigre dente-de-sabre cujo nome representa a primeira sílaba do nome da cidade.
Rivais: Chicago Blackhawks, Detroit Red Wings, St. Louis Blues
Classificações: 12
Melhor desempenho: Campeão da Conferência Oeste, 2017

## Jogadores Importantes

### Elenco em 2018-2019
| Goleiros | Goleiros  | Goleiros    | Goleiros | Goleiros  | Goleiros            |
| Número   |           | Nome        | Luva     | Adquirido | Local de Nascimento |
| -------- | --------- | ----------- | -------- | --------- | ------------------- |
| 35       | Finlândia | Pekka Rinne | E        | 2004      | Kempele, Finlândia  |
| 74       | Finlândia | Juuse Saros | E        | 2013      | Forsse, Finlândia   |

| Defensores | Defensores | Defensores           | Defensores | Defensores | Defensores                    | Defensores |
| Número     |            | Nome                 | Tacada     | Adquirido  | Local de Nascimento           |            |
| ---------- | ---------- | -------------------- | ---------- | ---------- | ----------------------------- | ---------- |
| 4          | Canadá     | Ryan Ellis (A)       | E          | 2009       | Hamilton (Ontário)            |            |
| 52         | Canadá     | Matt Irwin           | D          | 2016       | Vitória (Colúmbia Britânica)  |            |
| 6          | Canadá     | P. K. Subban (A)     | D          | 2016       | Toronto, Ontário              |            |
| 57         | Canadá     | Dante Fabbro         | D          | 2016       | Coquitlam, BC                 |            |
| 5          | Canadá     | Dan Hamhuis          | E          | 2018       | Smithers (Colúmbia Britânica) |            |
| 42         | Suécia     | Mattias Ekholm (A)   | E          | 2009       | Borlänge, Suécia              |            |
| 7          | Suíça      | Yannick Weber        | D          | 2016       | Morges, Suíça                 |            |
| 59         | Suíça      | Roman Josi (Capitão) | E          | 2008       | Berna, Suíça                  |            |

| Atacantes | Atacantes      | Atacantes          | Atacantes | Atacantes | Atacantes | Atacantes                     |
| Número    |                | Nome               | Tacada    | Posição   | Adquirido | Local de Nascimento           |
| --------- | -------------- | ------------------ | --------- | --------- | --------- | ----------------------------- |
| 52        | Canadá         | Frederick Gaudreau | C         | C         | 2016      | Bromont, Quebec               |
| 13        | Estados Unidos | Nick Bonino        | E         | C         | 2017      | Hartford, Connecticut         |
| 11        | Estados Unidos | Brian Boyle        | E         | C         | 2019      | Hingham, Massachusetts        |
| 9         | Suécia         | Filip Forsberg (A) | D         | LW        | 2013      | Östervåla, Suécia             |
| 92        | Canadá         | Ryan Johansen (A)  | D         | C         | 2016      | Vancouver, Columbia Britânica |
| 15        | Estados Unidos | Craig Smith        | D         | C         | 2009      | Madison (Wisconsin)           |
| 20        | Finlândia      | Miikka Salomaki    | E         | RW        | 2011      | Raahe, Finlândia              |
| 17        | Canadá         | Wayne Simmonds     | D         | RW        | 2019      | Scarborough, Ontario          |
| 36        | Canadá         | Zac Rinaldo        | E         | LW        | 2018      | Hamilton (Ontário)            |
| 8         | Canadá         | Kyle Turris        | D         | C         | 2017      | New Westminster, BC           |
| 38        | Suécia         | Viktor Arvidsson   | D         | LW        | 2014      | Skellefteå, Suécia            |
| 19        | Suécia         | Calle Jarnkrok     | D         | C         | 2014      | Gevália, Suécia               |
| 51        | Estados Unidos | Austin Watson      | RW        | D         | 2010      | Ann Arbor, Michigan           |
| 33        | Estados Unidos | Colin Wilson       | E         | C         | 2008      | Rimouski, Quebec              |
| 84        | Canadá         | Colton Sissons     | C         | D         | 2013      | Vancouver, Colúmbia Britânica |

### Membros do Hall da Fama do Hóquei
Nenhum

### Capitães
- Tom Fitzgerald 1998-2002
- Greg Johnson 2002-06
- Kimmo Timonen, 2006–07
- Jason Arnott, 2007–10
- Shea Weber, 2010–2016
- Mike Fisher, 2016-17
- Roman Josi, 2017 - presente

### Números aposentados
- 99 Wayne Gretzky, C, 1979-99 (aposentado em toda a NHL)

### Líderes em Pontos da Franquia
Esses são os dez maiores pontuadores da história do Nashville Predators. Os números são atualizados ao final de cada temporada da NHL.
Nota: GP = Jogos, G = Gols, A = Assistências, Pts = Pontos
| Player          | POS | GP  | G   | A   | Pts  |
| --------------- | --- | --- | --- | --- | ---- |
| David Legwand   | C   | 894 | 200 | 326 | 526  |
| Martin Erat     | LW  | 723 | 163 | 318 | 481  |
| Shea Weber      | D   | 763 | 166 | 277 | 443  |
| Roman Josi*     | D   | 563 | 93  | 255 | 348  |
| Filip Forsberg* | LW  | 395 | 145 | 160 | 305  |
| Kimmo Timonen   | D   | 573 | 79  | 222 | 301  |
| Craig Smith*    | RW  | 592 | 144 | 155 | '299 |
| J. P. Dumont    | C   | 388 | 93  | 174 | 267  |
| Steve Sullivan  | LW  | 317 | 100 | 163 | 263  |
| Scott Walker    | RW  | 410 | 96  | 151 | 247  |

## Prêmios e Troféus na NHL
Troféu Clarence S. Campbell: 2016-17
Troféu dos Presidentes: 2017-18
Troféu Lester Patrick
- David Poile: 2000-01

Roger Crozier Saving Grace Award
- Dan Ellis: 2007–08

Bill Masterton Memorial Trophy
- Steve Sullivan: 2008–09

NHL Foundation Player Award
- Mike Fisher: 2011–12

Troféu Vezina
- Pekka Rinne: 2017-18

NHL First All Star Team
- Shea Weber: 2010-2011, 2011–12
- Pekka Rinne: 2017–18

NHL Second All Star Team
- Pekka Rinne: 2010-11
- Shea Weber: 2013-2014, 2014–15
- P. K. Subban: 2017–18

Mark Messier Leadership Award
- Shea Weber: 2015–16

## Recordes Individuais
- Mais Gols em uma temporada: Viktor Arvidsson, 34 (2018–19)
- Mais Assistências em uma temporada: Paul Kariya, 54 (2005-06)
- Mais Pontos em uma temporada: Paul Kariya, 85 (2005-06)
- Mais Minutos de Penalidade em uma temporada: Patrick Cote, 242 (1998-99)
- Mais Gols em uma temporada, defensor: Shea Weber, 23 (2008–09; 2013-14)
- Mais Pontos em uma temporada, defensor: Roman Josi, 61 (2015–16)
- Mais Gols em uma temporada, novato: Filip Forsberg, 26 (2014–15)
- Mais Pontos em uma temporada, novato: Filip Forsberg, 63 (2014–15)
- Mais Vitórias em uma temporada: Pekka Rinne, 43 (2011–12)
- Mais Shutouts em uma temporada: Pekka Rinne, 8 (2017-18)